# Tilleul de danse de Sachsenbrunn
Le tilleul de danse de Sachsenbrunn est un tilleul de danse et un monument naturel dans Sachsendorf, un quartier de Sachsenbrunn dans la ville d'Eisfeld dans l'Arrondissement de Hildburghausen, à la lisière sud de la forêt de Thuringe.

## Histoire et description
Le tilleul se trouve à environ 480 mètres d'altitude et a été planté peu après la fin de la guerre de Trente Ans. La première trace remonte à 1662, avec l'inscription "zwey Lindlein" dans l'inventaire de la commune de Sachsendorf. L'un des deux tilleuls mentionnés serait l'actuel Tanzlinde. Le tilleul a une hauteur d'environ 13 mètres et une envergure de 11 mètres en 1994 (10 en 2011). La circonférence du tronc mesurée à un mètre de hauteur était de 4,3 mètres en 1994, 4 en 2011. Le tilleul est âgé d'environ 350 à 360 ans.
À une hauteur d'environ 2,5 mètres, se trouve une plateforme octogonale d'environ sept mètres de diamètre, accessible du côté de la rue par un escalier qui peut être fermé en haut par une porte à battants et qui comporte neuf marches. La plate-forme est protégée de l'extérieur par une structure en lattes. Devant celle-ci se trouvent des bancs tout autour. La plate-forme est reliée par des bandes de fer aux branches horizontales situées en dessous. Sur un côté, elle présente un renflement quadrangulaire en forme de balcon. Afin de soulager les branches du poids de la plate-forme, dix piliers en grès ont été érigés sous la plate-forme. D'anciennes factures indiquent que la plateforme a été construite au XVIIIe siècle. Une deuxième couronne de branches forme le toit de la plateforme de danse. Les branches de la couronne de branches inférieure poussent sous la plateforme et s'élèvent à l'extérieur de la plateforme. Ainsi, la structure dans l'arbre est presque entièrement cachée et isolée.

## Galerie

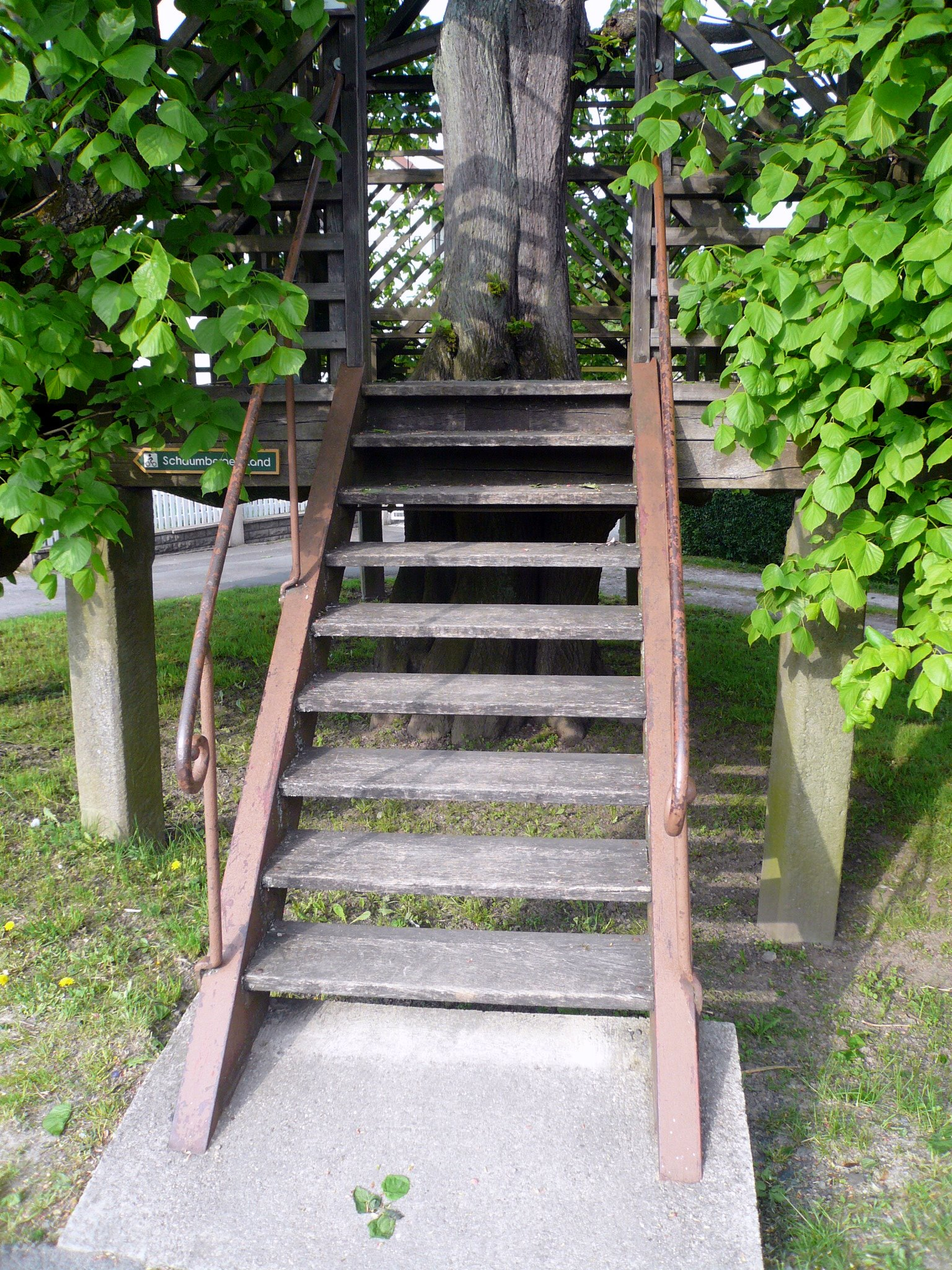
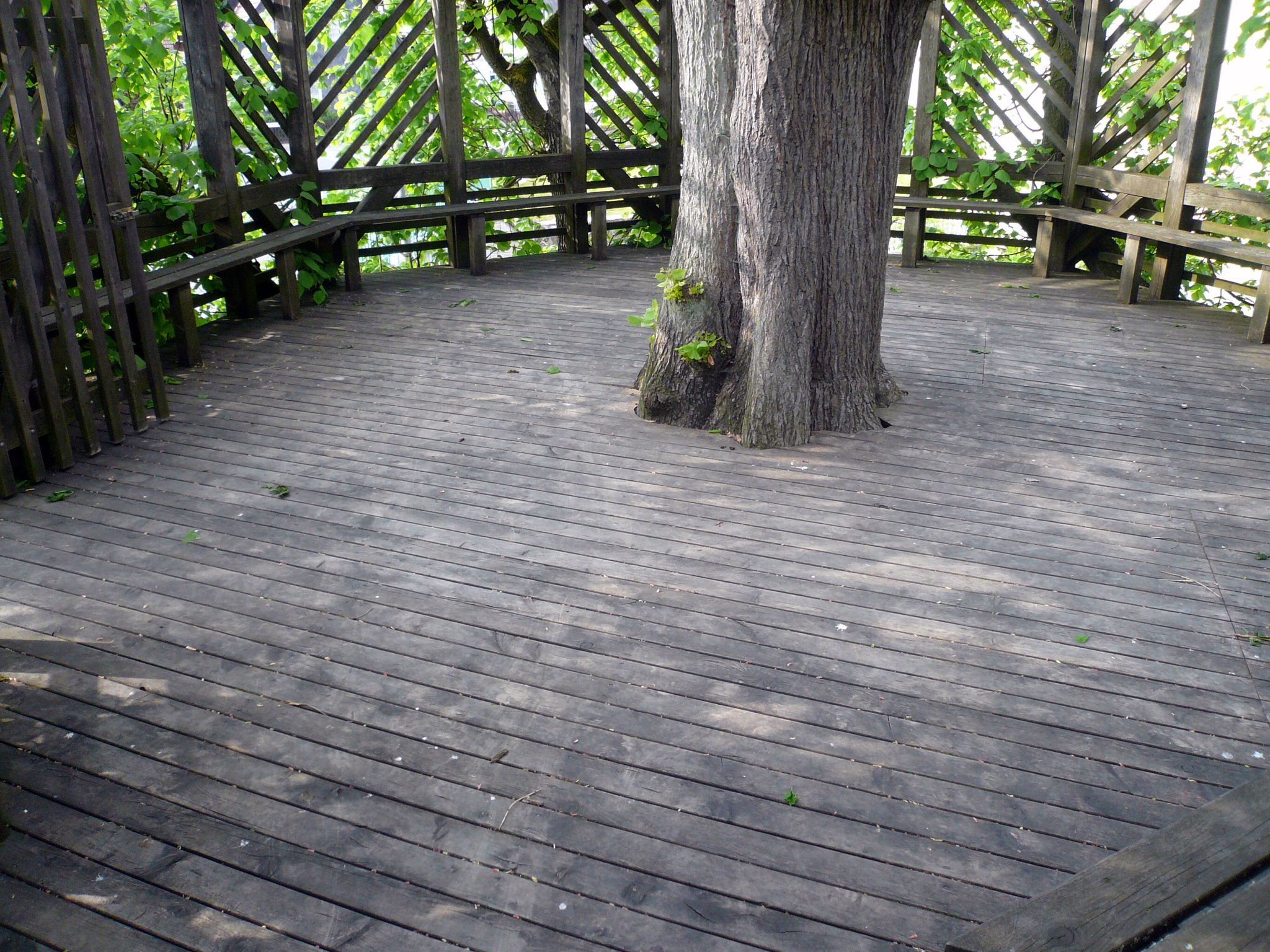
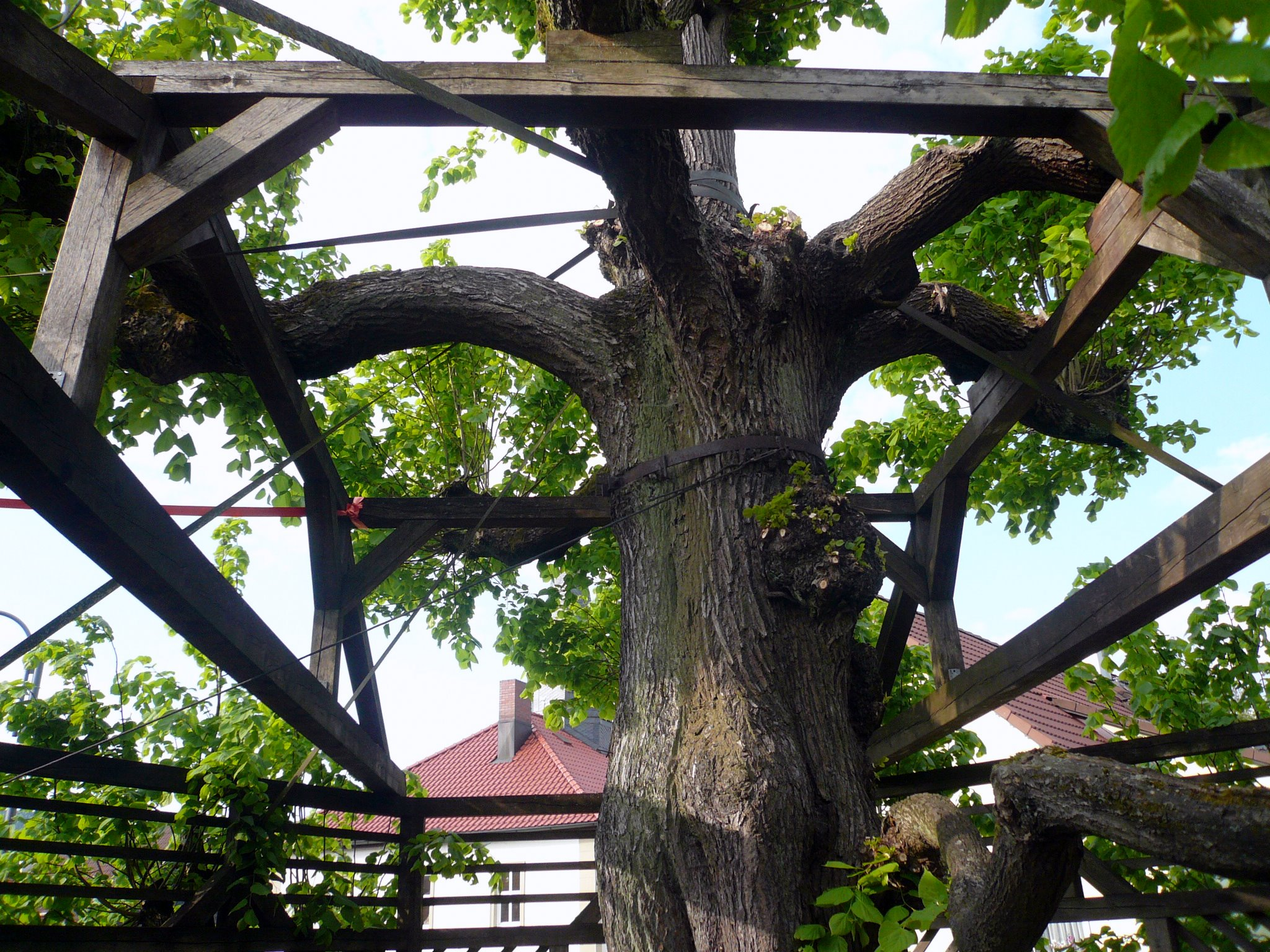
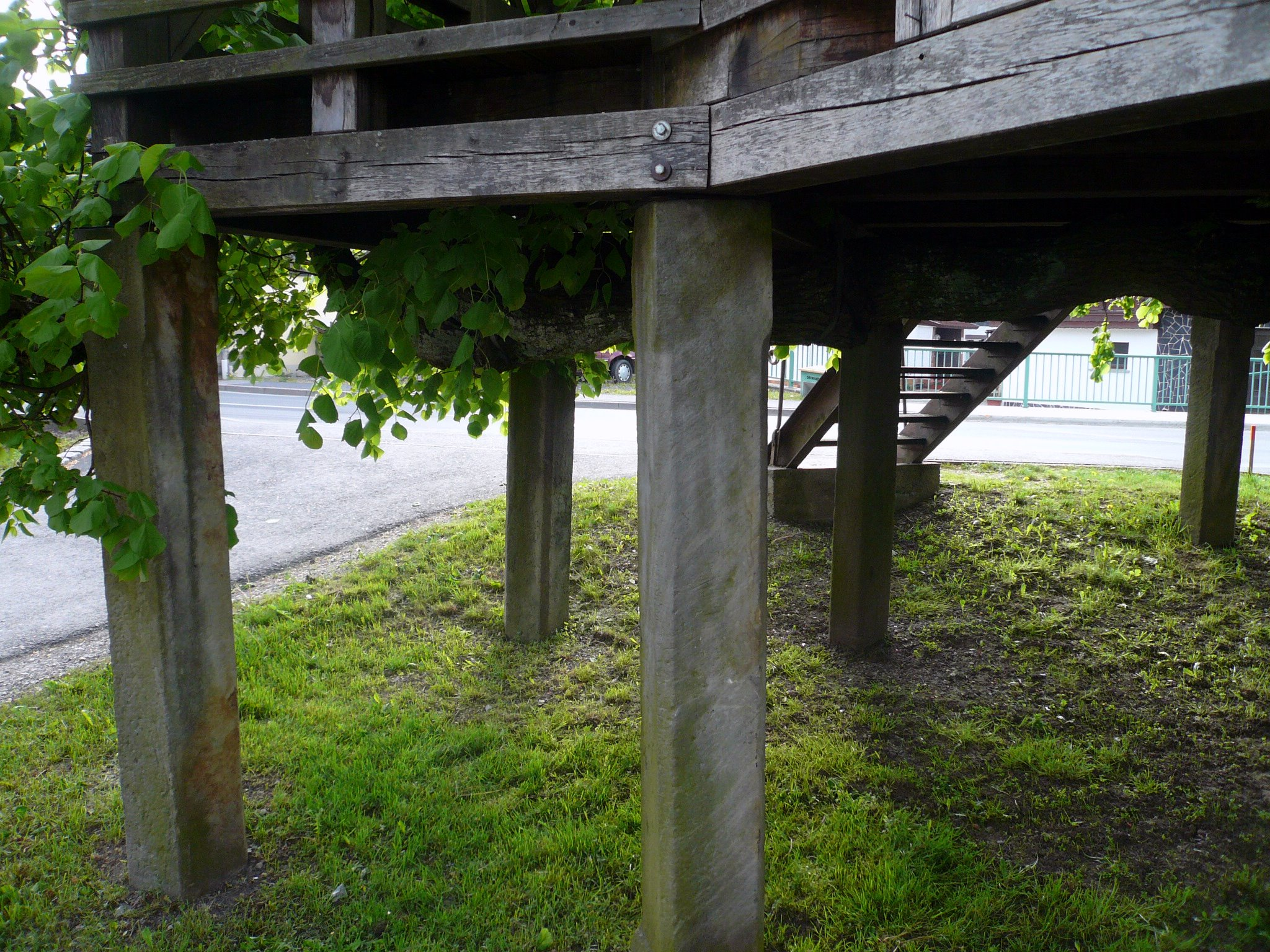